# Osório (Rio Grande do Sul)
Osório (antiga Conceição do Arroio) é um município brasileiro do estado do Rio Grande do Sul.

## História
Em 1934, Conceição do Arroio passa a se chamar Osório, por ordem do interventor federal José Antônio Flores da Cunha, como forma de homenagear o marechal Manuel Luís Osório, patrono da Cavalaria nacional, supostamente ali nascido. Embora as comissões demarcadoras tivessem se empenhado em deixar o local de nascimento do marechal no município batizado em sua homenagem, pesquisas realizadas por um grupo de oficiais liderados pelo coronel de cavalaria Edson Boscacci Guedes, então chefe do Estado-Maior da 3ª Região Militar, localizaram a casa onde nascera Osório no município de Tramandaí, próximo dos limites com Osório, local transformado em parque histórico com o seu nome.

## Geografia

### Demografia
Em 2022, a população era de 47.396 habitantes e a densidade demográfica era de 71,39 habitantes por quilômetro quadrado. Na comparação com outros municípios do estado, ficava nas posições 48 e 91 de 497. Já na comparação com municípios de todo o país, ficava nas posições 686 e 1078 de 5570.
Urbano
O conceito de cidade pode ser entendido como um núcleo urbano caracterizado por um conjunto de construções, infraestrutura e serviços, que atendem a uma população residente, decorrente das variadas atividades nesse espaço. A mesma constitui-se de formatos distintos em sua imagem, uma mescla de produtos de diferentes épocas que retratam a urbanização de forma concreta.

#### Art Déco em Osório
Diante disso, o estilo artístico Art Déco, surgido na Europa na década de 1910, contribuiu significativamente para moldar a paisagem urbana, com novas estéticas e conceitos modernos, influenciando e expressando-se em diferentes áreas, como: moda, artes, cinema, arquitetura, design de interiores, entre outras. Seus traços característicos remetem ao luxo e glamour (utilizando pedras preciosas, prata, ouro), em ornamentos e formas geométricas (linhas, círculos estilizados, esferas).
Na arquitetura, se destacou com os arranha-céus, que representaram um grande avanço na engenharia e exibiram uma sociedade sofisticada e tecnológica, tendo os arquitetos Auguste Perret e Henri Sauvage, como referências, e posteriormente, Le Corbusier.
Os traços característicos do Art Déco percebido em suas construções são: imponência, paredes circulares, formas retangulares, simetria, linhas e a utilização de cirex.
No município de Osório, a arte é expressada na forma arquitetônica dos prédios da antiga rodoviaria (hoje Big Hotel) e da relojoária Real.

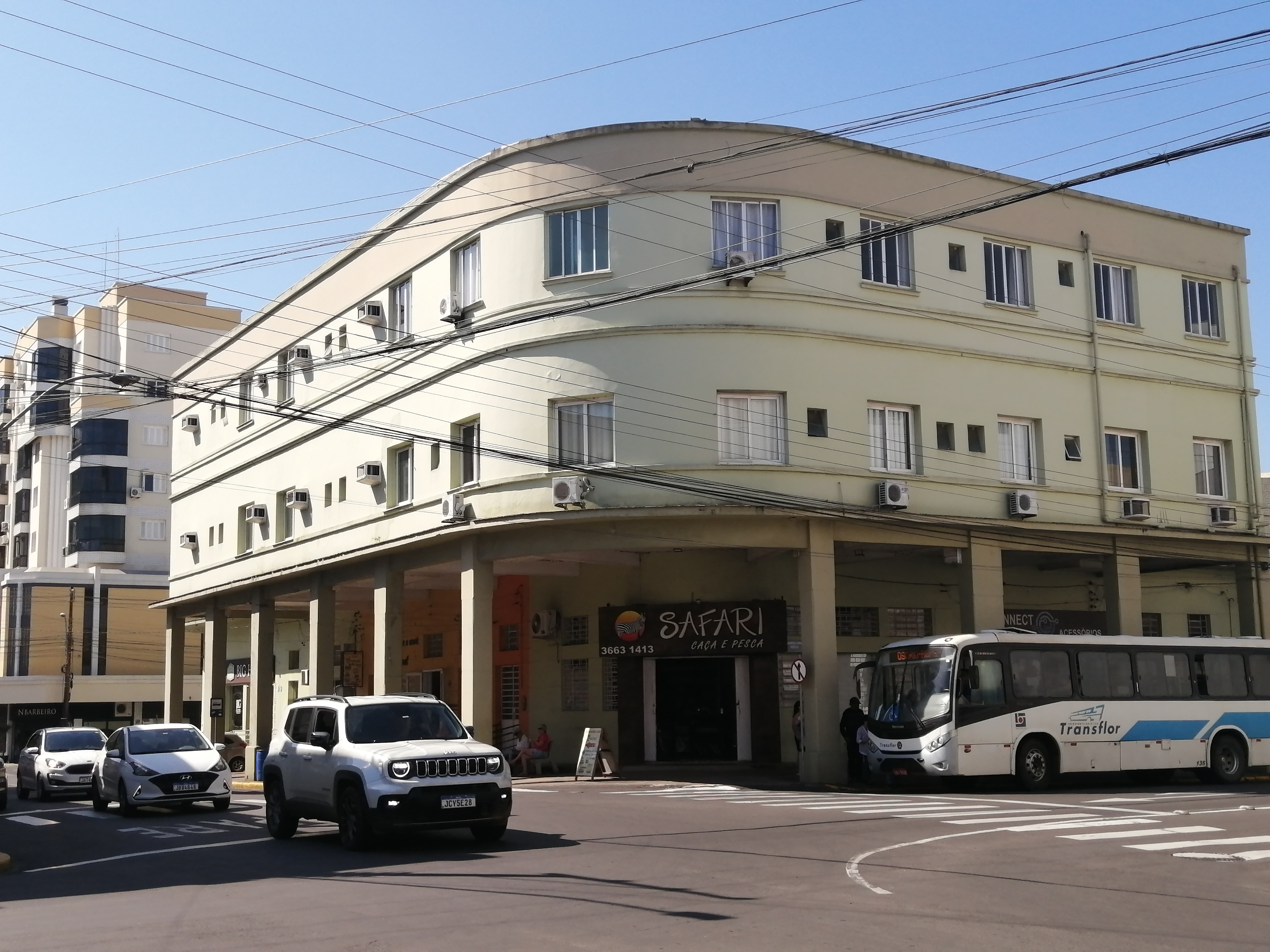
Antiga rodoviária de Osório, no centro da cidade.

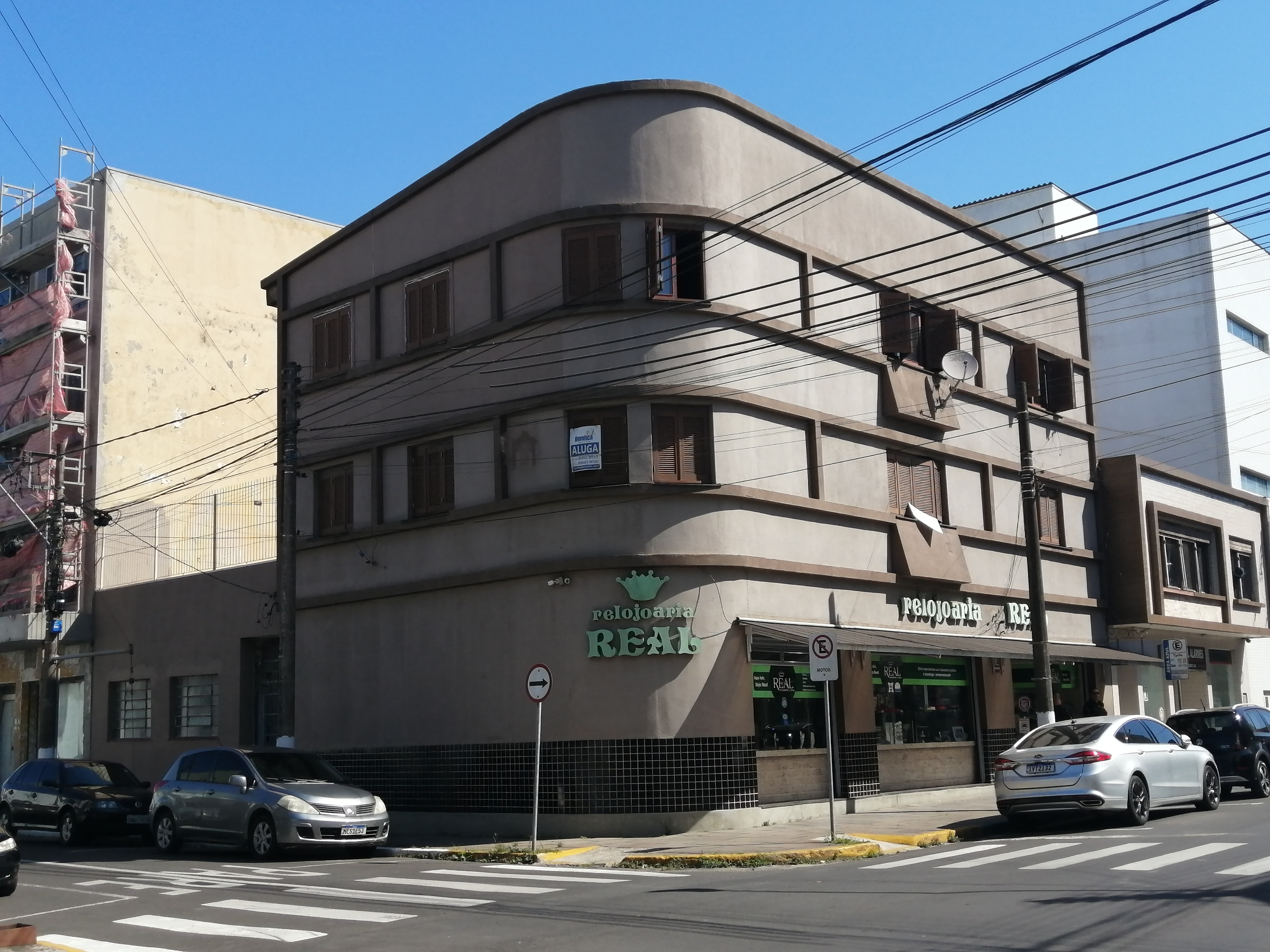
Relojoaria e Ótica Real de Osório, no centro da cidade.

### Distritos
O município estava dividido em 5 distritos em 2000 e em 6 distritos em 2010 conforme a tabela abaixo:

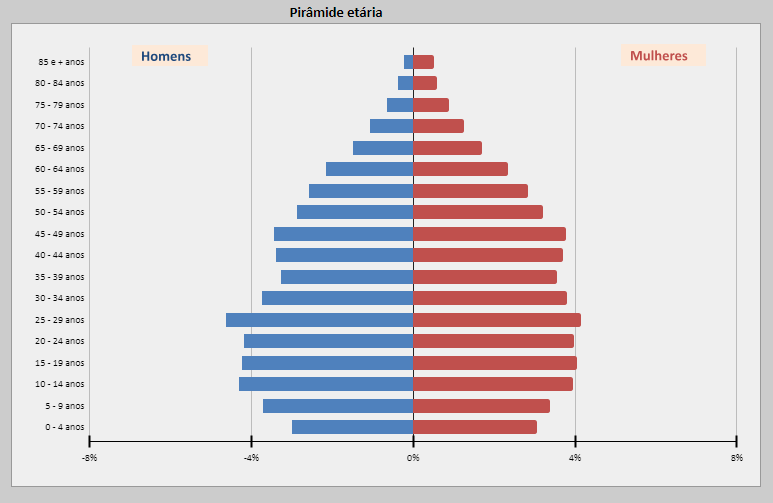
Pirâmide etária da população do Município de Osório

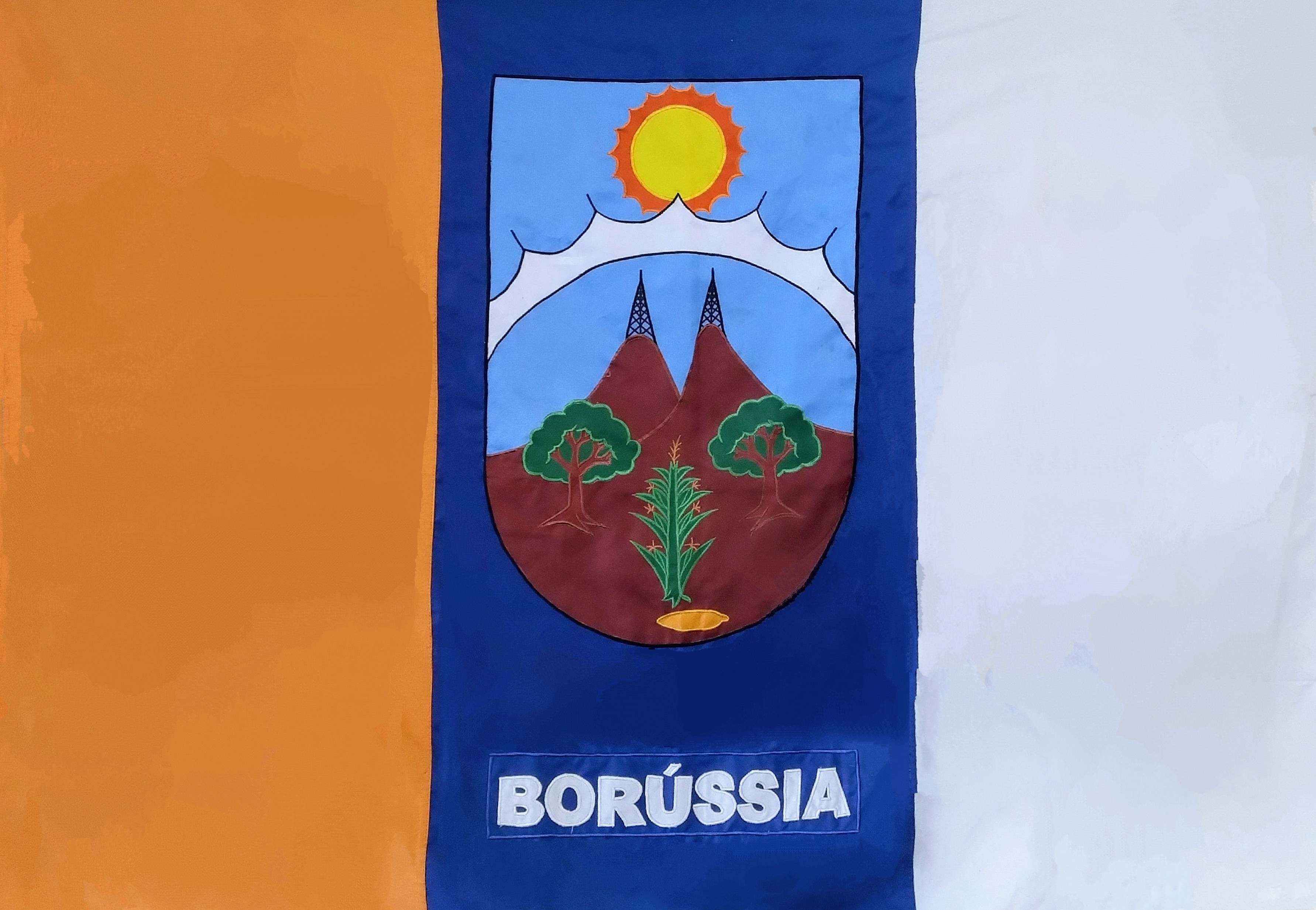
Bandeira do Distrito Borússia

| Distrito      | 2000   | 2010   |
| ------------- | ------ | ------ |
| Osório        | 32.768 | 35.960 |
| Aguapés       | 1.226  | 1.370  |
| Atlântida-Sul | 769    | 1.025  |
| Borússia      | -      | 992    |
| Passinhos     | 617    | 687    |
| Santa Luzia   | 751    | 872    |

#### Atlântida Sul
Osório possui um distrito entre a cidade de Imbé e Xangri-lá, têm uma extensão de 2 Km de Beira-Mar, possui uma população de 1025 habitantes em 2010, com uma grande variedade de faixa etárias, como indica a tabela e o gráfico de pirâmide etária a seguir.

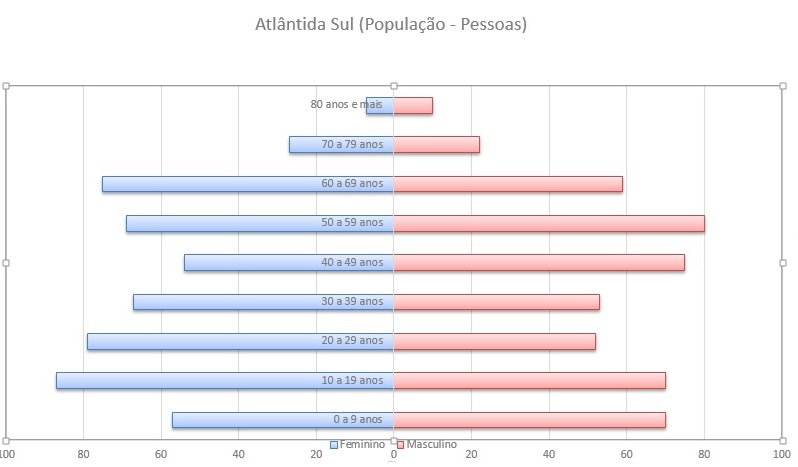
Pirâmide etária da população do distrito Atlântida Sul, em Osório

|         | Total | Homens | Mulheres |
| 0-9     | 127   | 57     | 70       |
| 10-19 . | 155   | 87     | 70       |
| 20-29   | 131   | 79     | 50       |
| 30-39   | 120   | 67     | 53       |
| 40-49   | 89    | 34     | 55       |
| 50-59   | 109   | 49     | 60       |
| 60-69   | 134   | 75     | 59       |
| 70-79   | 49    | 27     | 22       |
| 80-89   | 14    | 7      | 7        |
| 90-99   | 1     | -      | 1        |
| 100     | 3     | 1      | 2        |

### Hidrografia
Osório tem uma rede de 23 lagoas, conforme a seguir:
- Lagoa do Armazém
- Lagoa dos Barros
- Lagoa Biguá
- Lagoa do Caconde
- Lagoa da Caiera
- Lagoa Emboaba
- Lagoa do Horácio
- Lagoa da Ilhota
- Lagoa do Inácio
- Lagoa dos Índios
- Lagoa do Lessa
- Lagoa do Marcelino
- Lagoa das Malvas
- Lagoa do Palmital
- Lagoa do Passo
- Lagoa do Peixoto
- Lagoa da Pinguela
- Lagoa das Pombas
- Lagoa do Rincão
- Lagoa Rincão da Cadeia
- Lagoa Rincão dos Veados
- Lagoa de Tramandaí
- Lagoa das Traíras

## Economia
Em razão dos ventos, em Osório foi construída em 2007 a segunda maior usina eólica da América Latina e terceira maior do mundo, o Parque Eólico de Osório, ficando atrás em tamanho apenas dos Estados Unidos da América e do Parque Eólico de Santa Vitória do Palmar, no mesmo estado do Rio Grande do Sul. No Brasil hoje é produzido pouco mais de 21,5 GW de energia eólica, em Osório são mais de 150 MW. 

## Filhos ilustres
- Ver Biografias de osorienses notórios